# 巴斯蒂安·丹克特
巴斯蒂安·丹克特（德語：Bastian Dankert，1980年6月9日—）是一位德国足球裁判，现注册于梅克伦堡-前波美拉尼亚州立足球协会辖下的布吕塞维茨体育俱乐部（Brüsewitzer SV）。他是FIFA认证的国际裁判，同时也是UEFA的二级裁判组成员。

## 裁判生涯
丹克特居住在罗斯托克，并且是位于什未林附近的布吕塞维茨体育俱乐部（Brüsewitzer SV）的注册会员。他的主职是在梅克伦堡-前波美拉尼亚州立足球协会担任业务经理及营销主管。作为运动科学专家，丹克特是在2012-13赛季首次被委任执法德甲，并至冬歇期之前获得4次出场机会。他于德国顶级赛事的首秀是2012年9月22日的德甲第四轮，在这场由福尔图娜杜塞尔多夫与弗赖堡互交白卷的对抗中，丹克特共出示4张黄牌，这尤其是在比赛的最后阶段，因双方发生的大规模冲突所造成。
2014年，丹克特与托比亚斯·施蒂勒一同入选FIFA国际裁判名录。他们分别替换了因年龄原因退役的弗洛里安·梅耶和托尔斯滕·金赫费尔。2014年10月18日，丹克特在执法由拜仁慕尼黑对阵云达不来梅的比赛中率先使用了曾在前一届世界杯中推出的隱形噴劑，成为首位使用这一产品的德甲裁判。
2015年10月18日，丹克特在执法科隆对阵汉诺威96的比赛时发生重大失误，因为汉诺威球员利用手臂射入了全场唯一入球。面对科隆球员的集体抗议，丹科尔拒绝与当事人进行沟通，并依然维持入球有效。而在赛后观看了电视回放后，丹克特承认了自己的错误。